# 休斯灣

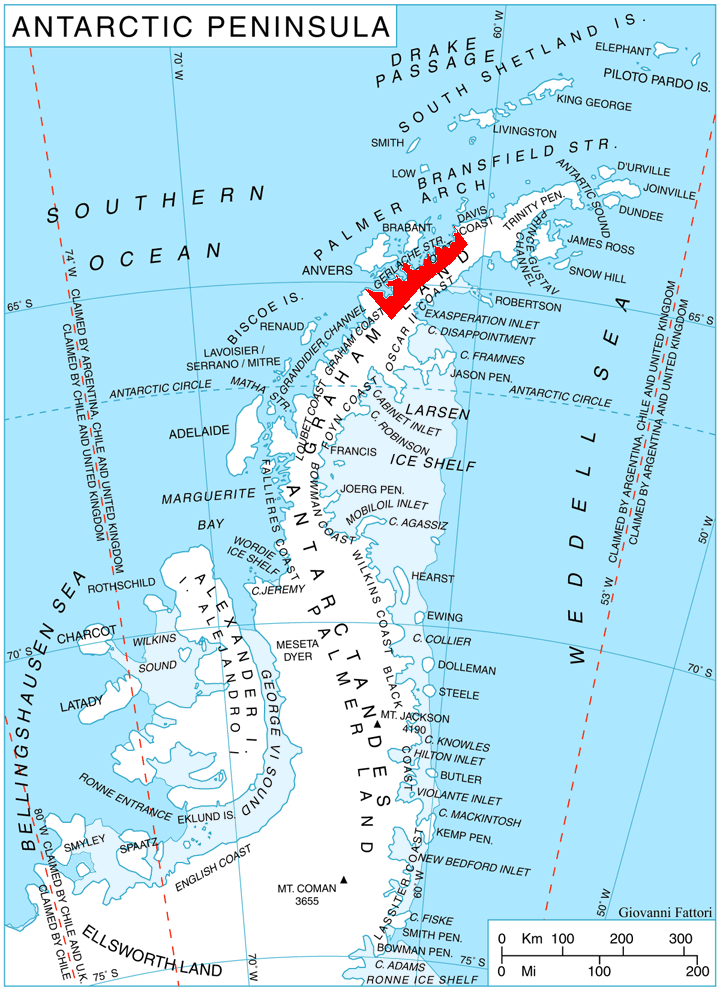

休斯灣（英語：Hughes Bay）是南極洲的海灣，位於葛拉漢地西岸斯特內克角和穆雷角之間，寬42公里，處於恰夫達爾半島以南和帕福爾半島以北，現時由南極條約體系管理。

## 外部連結
- SCAR Composite Gazetteer of Antarctica（页面存档备份，存于）.

64°13′S 61°20′W / 64.217°S 61.333°W